# Münchner dunkel
La Münchner dunkel est une bière dunkel allemande de fermentation basse brassée en Bavière. Elle titre entre 4,5 et 6 % d'alcool.
La münchner dunkel a une densité primitive de moût de 11 à 13 %.